# Un colpo di fortuna (programma televisivo)
Un colpo di fortuna è stato un programma televisivo a premi trasmesso dal 5 ottobre 1975 fino al 6 gennaio 1976; andava in onda la domenica pomeriggio sul Programma Nazionale (l'odierna Rai 1) ed era condotta da Pippo Baudo e Paola Tedesco. 
Gli autori erano Adolfo Perani, Jacopo Rizza e lo stesso Baudo; la regia era di Beppe Recchia, mentre l'orchestra era diretta da Pippo Caruso, la scenografia era realizzata da Ada Legori e le luci erano curate da Alberto Savi.

## Il programma
Il programma era abbinato alla Lotteria Italia e prese il posto di Canzonissima, trasmessa fino all'anno precedente. 
Invece della tradizionale gara canora, venne proposto un gioco a quiz in cui i concorrenti dovevano rispondere a domande sulle città della propria regione di provenienza. 
Era la versione riveduta e corretta di Spaccaquindici, quiz sempre condotto da Pippo Baudo, andato in onda nella primavera precedente sul Secondo Programma (l'odierna Rai 2), il giovedì sera: infatti come primo campione fu chiamato il vincitore dell'ultima puntata di Spaccaquindici.
Il quiz era inframmezzato da dei balletti eseguiti da Paola Tedesco (tra cui il Gira gira) e, in ogni puntata, interveniva come ospite anche un famoso cantante, diverso ogni settimana.
La sigla d'apertura del programma era la canzone Batticuore, scritta da Bruno Lauzi e Pippo Baudo, musicata da Pippo Caruso e cantata da Paola Tedesco, che ottenne molto successo, arrivando fino alla prima posizione della hit parade dei 45 giri più venduti di quel periodo. La sigla di chiusura del programma era invece Domenica, scritta da Domenico Modugno – sempre assieme a Pippo Baudo –, musicata anch'essa da Pippo Caruso e cantata dallo stesso Modugno.
Altri due temi musicali originali della trasmissione, sempre scritti e arrangiati da Pippo Caruso, erano Papaya e Lady Fortuna, eseguiti da Paola Orlandi che (soprattutto il primo brano vocalizzato) riscossero un discreto successo e furono pubblicati in un 45 giri.

### Anteprima
Oltre al programma vero e proprio, ne andava in onda anche un'anteprima – che anticipava il TG delle 13:30 –, la cui sigla era il brano La tartaruga, scritto anch'esso da Bruno Lauzi e Pippo Baudo, musicato sempre da Pippo Caruso e cantato dallo stesso Lauzi, con disegni animati da Bruno Bozzetto, che ottenne anch'essa molto successo.